# 南房総市立丸山中学校
南房総市立丸山中学校（みなみぼうそうしりつ まるやまちゅうがっこう 英語: Maruyama Junior High School）は、かつて千葉県南房総市にあった市立中学校。
2014年度（平成26年度）からは南房総市立和田中学校と統合されて南房総市立嶺南中学校へ移行した。

## 概要
南房総市丸山地区の中心部に位置する。生徒数は多いときは700人以上だったが減少傾向で、現在およそ100人。

## 沿革
- 1960年3月 - 丸山中学校と丸中学校を統合し、丸山町立丸山中学校となる。
- 1996年7月 - プール完成。
- 1986年2月 - 技術、部室棟の工事が完了。
- 2005年2月 - 新しい体育館・駐車場・給食センター完成。
- 2005年3月 - 新しいグラウンド・野球場・テニスコート完成をもって新校舎の竣工式を実施。
- 2006年3月20日 - 丸山町が南房総市に合併したのに伴い、南房総市立丸山中学校となる。
- 2014年3月31日 - 閉校
- 2014年4月1日 - 和田中学校と統合され南房総市立嶺南中学校となる。

## 教育方針
やさしく・たくましく・かしこくの3つを目標としている。

## 学校行事
- 4月 入学式(1年)、新入生オリエンテーション(1年)
- 5月 丸山再発見「遠足」（1年）、南房総再発見「宿泊学習」（2年）、修学旅行 (3年)
- 6月 学年行事報告会
- 7月 生徒集会（支部総体壮行会）、健康教室
- 8月 親子で語ろうｸﾞﾗｳﾝﾄﾞｺﾞﾙﾌ(2年)
- 9月 運動会
- 10月 ＿ 文化祭、「南房総を知ろう」(1年)、「上級学校調べ」(2年)、「現代的な課題について」(3年)、 生徒会役員選挙
- 11月 球技大会、「職業調べ」(1年)、「職場体験学習」(2年)、「進路学習」(3年)、音楽鑑賞教室
- 3月 予餞会、 狂言鑑賞教室(2年)、卒業式(3年)

## 部活動
- 運動系
  - バスケットボール部（男・女）
  - 野球部
  - ソフトテニス部（男・女）
  - 卓球部
  - 陸上部
- 文化系
  - 文芸部

## 通学区域
- 南房総市旧丸山町

## 生徒の主な出身小学校
- 南房総市立南小学校
- 南房総市立丸小学校

## 学区内の主な施設
- 酪農のさと
- 道の駅ローズマリー公園

## 交通
- JR東日本内房線南三原駅より徒歩30分(およそ2km)
- 館山日東バス 中学校前バス停より徒歩5分